# Le Constitutionnel
Le Constitutionnel est un journal quotidien politique français, fondé à Paris pendant les Cent-Jours par Fouché sous le titre L'Indépendant. Il prend son titre définitif sous la Seconde Restauration.
Supprimé cinq fois, cet organe de ralliement des libéraux, des bonapartistes et des anticléricaux reparaît à chaque fois sous des titres différents, dont Le Constitutionnel.

## Principaux rédacteurs et débuts
Ses principaux rédacteurs ont été Antoine Jay, Évariste Dumoulin, Adolphe Thiers, Pierre-François Tissot, Alexandre de Lameth, l'abbé de Pradt, Pierre-Édouard Lémontey, Louis-Augustin-François Cauchois-Lemaire, mais aussi Alexandre Chevassut et son gendre Nicole Robinet de La Serve.
Du 29 octobre 1815 au 23 juillet 1817, il adopta le sous-titre Journal politique et littéraire, après avoir choisi le titre l’Indépendant pendant les Cent-Jours, puis celui de l’Écho du soir pendant la Seconde Restauration. Il parut du 2 mai 1819 au 21 juillet 1914 avec le sous-titre Journal du commerce, politique et littéraire.
Premier quotidien français devant le Journal des débats en 1830, il tire alors à 20 000 exemplaires.
Adolphe Thiers décrit ainsi le journal en 1826 : « Le Constitutionnel appartient à quinze actionnaires dont tous ne présentent pas les mêmes garanties d'indépendance, mais dont la majorité est sûre et à l'abri de toute séduction. [...] La rédaction, du reste, dont MM. Charles-Guillaume Étienne et Jay sont les chefs, est fermement attachée aux doctrines constitutionnelles. Le Constitutionnel gagne en ce moment en abonnés, et c'est le seul journal qu'on lise jusque dans les campagnes. »

## Rachat par Louis Véron en 1844
En 1844, il est vendu à Louis Véron, Adolphe Thiers restant rédacteur en chef. En 1848, il joue un rôle capital dans l'élection de Louis-Napoléon Bonaparte et devient l'un des principaux journaux gouvernementaux du Second Empire. En 1852, il est cédé à Mirès dans des conditions scandaleuses et connaît un véritable déclin à partir de 1880. Il cessa de paraître en 1914.

## Rachat par le banquier Jules Mirès en 1852
En 1852, Le Constitutionnel fut victime de la législation nouvelle sur la presse, et s'attira deux avertissements en deux jours (7 et 8 juin 1852). Le banquier Jules Mirès rachète le journal à Louis Véron, pour la somme de 1,9 million de francs. Déjà propriétaire du journal Le Pays, il fonda la Société des journaux réunis, au capital de trois millions de francs, qui pendant dix ans donnera en moyenne plus de 10 % de revenu par an.
Amédée de Césena, jusqu'alors journaliste au Pays fut appelé à la rédaction en chef du Constitutionnel, et Cucheval-Clarigny décida de se retirer, tandis que le futur sénateur Arthur de La Guéronnière fut nommé directeur politique du Constitutionnel et du Pays, poste auquel il resta à peu près dix-huit mois. Amédée de Césena a ensuite quitté en 1857 Le Constitutionnel, pour fonder la Semaine politique, qui devait s'appeler plus tard le Courrier du dimanche.

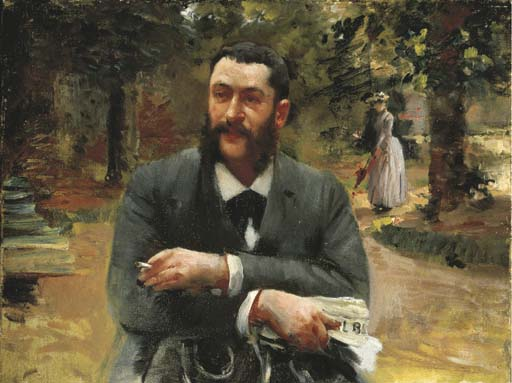
L'homme au Gil Blas
Gustave Caillebotte, 1880
collection privée, Vente 2002

Richard Gallo arrivé d'Alexandrie, où son père était banquier, vint à Paris en 1869 et commence sa carrière de journaliste au Constitutionnel. Son ami, le peintre Gustave Caillebotte le représente en 1880 assis dans le parc Monceau, le journal Gil Blas à la main.

## Organe de la Droite républicaine
Dirigé par Léonce Détroyat jusqu'à l'automne 1886, Le Constitutionnel est racheté par Henri des Houx, qui en fait l'« organe de la Droite républicaine ». En avril 1888, Des Houx cède le journal à Alfred Hamm.

## Feuilletons
Sous la direction de Louis-Désiré Véron, de 1844 à 1852, ont été publiés en feuilleton :
- Jeanne de George Sand
- Le Juif errant d’Eugène Sue
- L’Allée des veuves et Les Grands Danseurs du Roi de Charles Rabou
- Le Cabinet des Antiques en 1838 sous le titre les Rivalités de Province de Balzac
- La Cousine Bette de Balzac, d’octobre à décembre 1846
- Le Cousin Pons de Balzac, paru en 1847.
- Le Colonel Chabert de Balzac, paru en 1847, en plusieurs épisodes.
- Le Député d'Arcis de Balzac, publié par Charles Rabou en 1852, après la mort de l’auteur.
- Renée de Varville de Virginie Ancelot
- des romans d'Alexandre Dumas[8], Mérimée, Musset...
- Les Causeries du Lundi de Sainte-Beuve après la Révolution de 1848.

## Pour approfondir